# Dytiscus
Dytiscus er en slægt af biller i familien vandkalve. Oversiden er sort eller sortgrøn med gule siderande på pronotum og vingedækkerne. Hannen har brede forfødder med flere hårknipper og sugeskiver. Vingedækkerne er blanke med tre punktrækker. Hunnen har enten samme vingedækker som hannen eller også har vingerdækkerne hver 10 længdefurer. Nogle arter har hunner af begge former.

## Danske arter
I Danmark findes omkring syv arter:
- Stor vandkalv (Dytiscus marginalis)
- Bred vandkalv (Dytiscus latissimus) lever i stillestående damme og søer.
- Sortbuget vandkalv (Dytiscus semisulcatus)
- Rundhoftet vandkalv (Dytiscus dimidiatus)
- Brillevandkalv (Dytiscus circumcinctus)
- Hvepsebuget vandkalv (Dytiscus circumflexus)
- Hedevandkalv (Dytiscus lapponicus)